# La Carroca
La Carroca es una localización ficticia en la que se ambienta parte de a acción de la novela El hobbit, del escritor británico J. R. R. Tolkien. Se llamaba así a la Gran Roca, «casi una colina de piedra» que estaba emplazada en el curso superior del río Grande, al sudeste de la «Gran Repisa» de las Montañas Nubladas y al norte de Rhosgobel, en los lindes occidentales del Bosque Negro, en una zona de llanos rodeada de árboles como hayas y robles.
«Había un espacio liso en la cima de la colina de piedra y un sendero de gastados escalones que descendían hasta el río; y un vado de piedras grandes y chatas llevaba a la pradera del otro lado. Allí había una cueva pequeña (acogedora y con suelo de guijarros), al pie de los escalones, casi al final del vado pedregoso» en donde se bañaron los enanos de la expedición de Thorin. Cerca de esta roca, casi en la margen oriental del río Anduin, estaba la casa de Beorn, que era el encargado de mantener seguro ese cruce del río, y fue él quien talló los escalones en la piedra; y además «la llamó la Carroca, porque carroca es la palabra para ella. Llama carrocas a cosas así, y ésta es la Carroca, pues es la única cerca de su casa y la conoce bien». Allí Bilbo Bolsón, Gandalf y la compañía de Thorin Escudo de Roble fue dejada por las águilas de Gwaihir, tras rescatarlos de trasgos y huargos, para luego ser recibidos por Beorn en su gran casa de madera.

Al cabo de un buen rato, las águilas divisaron sin duda el punto al que se dirigían, aun desde aquellas alturas, pues empezaron a volar en círculos, descendiendo en amplias espirales. Bajaron así un tiempo, y al final el hobbit abrió de nuevo los ojos. La tierra estaba mucho más cerca, y debajo había árboles que parecían olmos y robles, y amplias praderas, y un río que lo atravesaba todo. Pero sobresaliendo del terreno, justo en el curso del río que allí serpenteaba, había una gran roca, casi una colina de piedra, como una última avanzada de las montañas distantes, o un enorme peñasco arrojado millas adentro en la llanura por algún gigante entre gigantes.